# 高岡迪
高岡迪（1912年2月24日—1999年2月6日）是大日本帝國海軍的測試飛行員。在二次大戰期間曾經測試過包括中島飛機、橘花攻擊機在內的多種新型戰機。

## 早年
1912年2月24日，高岡迪出生於日本的香川縣．1929年4月，高岡迪在中學畢業後加入了海軍兵學校（60期）．

## 進入海軍
1932年11月，高岡迪從海軍兵學校畢業，成為少尉候補生．隨後進入阿武隈號輕巡洋艦中服役．
1933年4月，高岡迪正式成為海軍少尉，並加入霞浦海軍航空隊成為飛行學生，駕駛三式初等練習機．
1938年，擔任海軍上尉的高岡迪首次進行了由德國亨克爾公司生產的Heinkel He 119的飛行測試．

## 外部連結
- 高岡迪